# Лентула (Пистоја)
Лентула је насеље у Италији у округу Пистоја, региону Тоскана.
Према процени из 2011. у насељу је живело 13 становника. Насеље се налази на надморској висини од 534 м.